# Жулвін (Мазовецьке воєводство)
Жулвін (пол. Żółwin) — село в Польщі, у гміні Брвінув Прушковського повіту Мазовецького воєводства.
Населення — 1363 особи (2011).
У 1975-1998 роках село належало до Варшавського воєводства.

## Демографія
Демографічна структура станом на 31 березня 2011 року:
|          | Загалом | Допрацездатний вік | Працездатний вік | Постпрацездатний вік |
| -------- | ------- | ------------------ | ---------------- | -------------------- |
| Чоловіки | 671     | 153                | 453              | 65                   |
| Жінки    | 692     | 118                | 431              | 143                  |
| Разом    | 1363    | 271                | 884              | 208                  |